# 吴俊扬
吴俊扬（1918年—1999年1月16日），男，江苏宜兴人，中国经济学家、政治人物，曾任甘肃省人大常委会副主任，国务院发展研究中心专职顾问。

## 生平
1937年11月参加革命工作，后入延安抗日军政大学马列学院学习，1938年4月加入中国共产党。1940年后，历任中央政治研究室研究员，承德双头山发电厂副厂长，东北民主联军司令部东安电器厂副政治委员，东北电业管理局计划处副处长等职。1950年，调任中共中央书记处书记李富春办公室秘书、主任。1956年12月，任国家计划委员会委员、综合局局长。
1977年后，历任中共甘肃省委调研室主任，甘肃省人大常委会副主任（1979年12月－1980年11月），甘肃省人民政府副省长兼省计划委员会主任。1982年调至中央工作，任国务院经济研究中心专职副总干事。1985年，任国务院发展研究中心专职顾问（副部长级）。1996年离休。
1999年1月16日在北京逝世。

## 社会兼职
曾任中国计划学会第一届常务理事，中国价格学会顾问等社会职务。

## 著作
- 吴俊扬. . 中国发展出版社. 1999年9月. ISBN 9787800874000.